# Jeonnam Dragons FC
El Jeonnam Dragons FC és un club de futbol sud-coreà de Gwangyang fundat l'any 1995 a la ciutat de Gwangyang. La seva millor temporada fou l'any 1997 on foren segons a la lliga coreana i guanyaren la copa. Ha guanyat en tres ocasions la Copa sud-coreana de futbol (1997, 2006 i 2007).

## Entrenadors
| Nom             | Inici | Fi      |
| --------------- | ----- | ------- |
| Chung Byung-Tak | 1995  | 1995    |
| Huh Jung-Moo    | 1996  | 1997    |
| Lee Hoi-Taek    | 1998  | 2003    |
| Lee Jang-Soo    | 2004  | 2004    |
| Huh Jung-Moo    | 2005  | 2007    |
| Park Hang-Seo   | 2008  | Present |

## Futbolistes destacats
- Adriano Chuva
- Itamar
- Mota
- Sandro Cardoso
- Sandro Hiroshi
- Adrian Neaga
- Lee Sa-Vik
- Stevica Ristić